# Volker Buß
Volker Buß (* 6. Juni 1942; † 23. November 2023) war ein deutscher Chemiker.

## Leben und Werk
Buß studierte Chemie und Pharmazie an der Universität Marburg mit dem Diplom 1967 und wurde 1970 an der Princeton University bei Paul von Ragué Schleyer promoviert. Bis 1973 war er Forschungsassistent bei Hans Kuhn am Max-Planck-Institut für Biophysikalische Chemie in Göttingen. 1973 wurde er Professor an der Universität Marburg und ab 1977 Professor für Theoretische Chemie an der Universität Duisburg-Essen (damals Universität-Gesamthochschule Duisburg). 2007 wurde er emeritiert.
Er war Ko-Autor einer Einführung in die Chemie im VGS Verlag parallel zu einer ZDF-Reihe über Chemie (ZDF Studienprogramm Chemie).
Buß untersuchte quantenmechanisch Photoproteine wie Rhodopsin und Bakterien-Rhodopsin und den Mechanismus, wie sie auf Lichtabsorption reagieren.

## Schriften
- mit Heindirk tom Dieck, Joachim Rudolph: Einführung in die Chemie, Band 1, Verlags-Gesellschaft Schulfernsehen, Köln 1970, ISBN 3-8025-1045-3.
- mit Heindirk tom Dieck, Joachim Rudolph: Einführung in die Chemie, Band 2, Verlags-Gesellschaft Schulfernsehen, Köln 1977, ISBN 3-8025-1046-1.
- mit Heindirk tom Dieck, Joachim Rudolph: Einführung in die Chemie, Band 3, Verlags-Gesellschaft Schulfernsehen, Köln 1979, ISBN 3-8025-1047-X.